# Saint-Privat-de-Champclos
Saint-Privat-de-Champclos é uma comuna francesa na região administrativa de Occitânia, no departamento de Gard. Estende-se por uma área de 11,64 km². Em 2010 a comuna tinha 352 habitantes (densidade: 30,2 hab./km²).